# Polydoros (król Sparty)
Polydoros, Polidor (gr. Πολύδωρος "wielce obdarowany" od πολῠ- "wiele-" i δῶρον "dar") – jedenasty król  Sparty, Agiada. Władał od ok. 741 do ok. 665 r. p.n.e., wspólnie z Teopompem, Eurypontydą. Wraz z nim wprowadził poprawkę do Wielkiej Rhetry, dającą Geruzji (radzie starszych) prawo do uchylania szkodliwych uchwał Zgromadzenia (apella). Przed przyjęciem poprawki (bądź dopiero po jej uchwaleniu)
powołano dla przeciwwagi królów i gerontów pięcioosobowe kolegium eforów. Tym samym ustrój Sparty osiągnął swoją ostateczną formę. Niektórzy przypisują mu utworzenie kolejnych działek rolnych należących do obywateli (kleroi), do tych, które pierwotnie ustalił Likurg.
Za jego czasów miała być toczona I wojna meseńska. Według Pauzaniasza cieszył się Polidor dobrą sławą wśród mieszkańców Sparty i uznaniem ogromnym wśród jej ludu, ponieważ nie dopuścił się w stosunku do nikogo ani żadnego bezprawia, ani zniewagi słownej, a w sądownictwie przestrzegał sprawiedliwości połączonej z prawdziwą ludzką życzliwością. Gdy już sławne się stało w całej Helladzie imię Polidora, wtedy niejaki Polemarch, rodu dosyć znacznego w Lacedemonie, usposobienia zaś jeszcze zuchwalszego, jak się okazało z jego czynu, dokonał zabójstwa Polidora. Zmarłemu Lacedemończycy złożyli wiele, i to godnych wspomnienia oznak czci. Jego posąg stanął obok grobu Orestesa. Tego króla spośród wszystkich innych królów do takiej wynieśli czci, że urzędnicy spartańscy, ilekroć trzeba coś pieczętować, posługują się do tego celu jego wizerunkiem.